# Hadrodactylus inceptus
Hadrodactylus inceptus är en stekelart som först beskrevs av Cresson 1868.  Hadrodactylus inceptus ingår i släktet Hadrodactylus och familjen brokparasitsteklar. Inga underarter finns listade i Catalogue of Life.